# まほろば薫
まほろば 薫（まほろば かおる）は日本の歌人。
雙葉学園、学習院大学卒業。
1997年11月に神戸国際展示場で開催された「地球環境フェアin神戸'97」ではイベントの一環として「まほろば薫環境短歌ライブショー」を開催する。
1997年12月に京都で開催された地球温暖化防止会議（COP3）では、当時の環境庁（現環境省）監修のもとに環境事業団より英訳付きの和綴じの環境和歌集『夢紅葉』を発刊する。
2005年12月にカナダで開催された地球温暖化防止会議でも現地で各国政府関係者に自作の短歌と小学生たちの短歌をまとめた歌集、『たまゆら―永遠の刻（とき）』を配る。
2015年文化の日には、東久邇宮文化褒賞を受賞。

## 著書

### 歌集
- 『まほろば薫の環境和歌集 夢紅葉』　環境事業団、1997.12。発行：環境事業団　地球環境基金。監修：環境庁　企画調整局地球環境部。和歌　作：まほろば薫。英訳：マーチン・デュー。